# パウリーネ・フォン・ザーガン
ルイーゼ・パウリーネ・マリア・ビロン・フォン・ザーガン・ウント・クールラント（Luise Pauline Maria Biron von Sagan und Kurland, 1782年2月19日 - 1845年1月8日）は、バルト・ドイツ人の貴族女性。ホーエンツォレルン＝ヘヒンゲン侯フリードリヒの妃、ザーガン女公。

## 生涯
パウリーネは最後のクールラント公ペーター・フォン・ビロンと、その三番目の妻ドロテア・フォン・メデムとのあいだに次女として生まれた。父は1795年にクールラントをロシア帝国政府に売却し、買い取ったシュレージエンのザーガン公爵領に家族を連れて移住した。1800年2月26日、パウリーネはプラハでホーエンツォレルン＝ヘヒンゲン侯フリードリヒと結婚したが、夫と一緒に生活することはほとんどなかった。パウリーネが結婚してまもなく父が亡くなると、姉のヴィルヘルミーネがザーガン公爵領およびボヘミアのナーホト荘園を相続した。一番下の妹ドロテアは1809年、フランスの政治家タレーランの甥エドモン・ド・タレーラン＝ペリゴール伯爵と結婚した。
パウリーネと夫フリードリヒは、結婚後およそ1年間はベルリンのクールラント宮殿で暮らした。しかし夫妻は1805年に離婚することになる。パウリーネが姉ヴィルヘルミーネの夫ジュール＝アルマン＝ルイ・ド・ロアン公子と不倫関係に陥り、彼とのあいだに婚外子を産んだのである。夫と離婚した結果、パウリーネは1801年に夫とのあいだにもうけた息子コンスタンティンと引き離された。
姉妹たちと同じく、パウリーネはウィーン会議の開催中に大きな醜聞を引き起こした。色恋の相手はイギリス国王ジョージ2世の庶出の孫ルートヴィヒ・フォン・ヴァルモーデン＝ギンボルン伯爵であった。パウリーネのヴァルモーデン伯爵に対する激しい執着ぶりは、同時代人たちからは狂気の沙汰と非難された。
1839年に姉ヴィルヘルミーネが死ぬとパウリーネはザーガン女公の座を引き継ぎ、同時にホルシュタイン（スカワ）、ネトカウ（ニェトクフ）、ローテンブルク（チェルヴィエンスク）の荘園をも手に入れた。彼女はこれらの領地を自分の息子コンスタンティンに相続させることを決めた。ザーガン公爵領に関しては売買協定を結び、末の妹ドロテアに譲ることにした。晩年、パウリーネはウィーンですぐ下の妹ヨハンナと一緒に暮らし、1845年に亡くなった。

## 子女
夫フリードリヒとのあいだに息子を1人もうけた。
- コンスタンティン（1801年 - 1869年）

姉ヴィルヘルミーネの最初の夫ジュール＝アルマン＝ルイ・ド・ロアン公子とのあいだに庶出の娘を1人もうけた。
- マリー・ヴィルゾーン・フォン・シュタイナハ（1805年 - 1893年） - 1829年ファビアン・ツー・ドーナ＝シュロディエン伯爵と結婚

| 爵位・家督                            | 爵位・家督                   | 爵位・家督                    |
| ------------------------------------- | ---------------------------- | ----------------------------- |
| 先代 ヴィルヘルミーネ・フォン・ビロン | ザーガン女公 1839年 - 1845年 | 次代 ドロテア・フォン・ビロン |